# 呂貝克和約
呂貝克和約（丹麥語：Freden i Lübeck，德語：Lübecker Frieden）結束了丹麥對三十年戰爭（丹麥語：trediveårskrigen）的干預。 它於1629年5月22日由阿爾布雷希特·馮·華倫斯坦和丹麥的克里斯蒂安四世簽署，並在6月7日由神聖羅馬帝國皇帝斐迪南二世在呂貝克簽署。 天主教聯盟在合約中被正式稱為一體。它以最終不再干預帝國事務為代價，將其戰前領土歸還給丹麥-挪威。